# Île d'Ogoz
L'île d'Ogoz [il dɔɡo] est une île de Suisse située dans le canton de Fribourg, sur le lac de la Gruyère. Elle comporte deux châteaux en ruine. Lorsque les eaux du lac sont basses, ce qui est généralement le cas au printemps, l'île devient accessible à pied sec, elle devient donc temporairement une presqu'île.

## Géographie
Elle est située dans la partie aval du lac de la Gruyère.

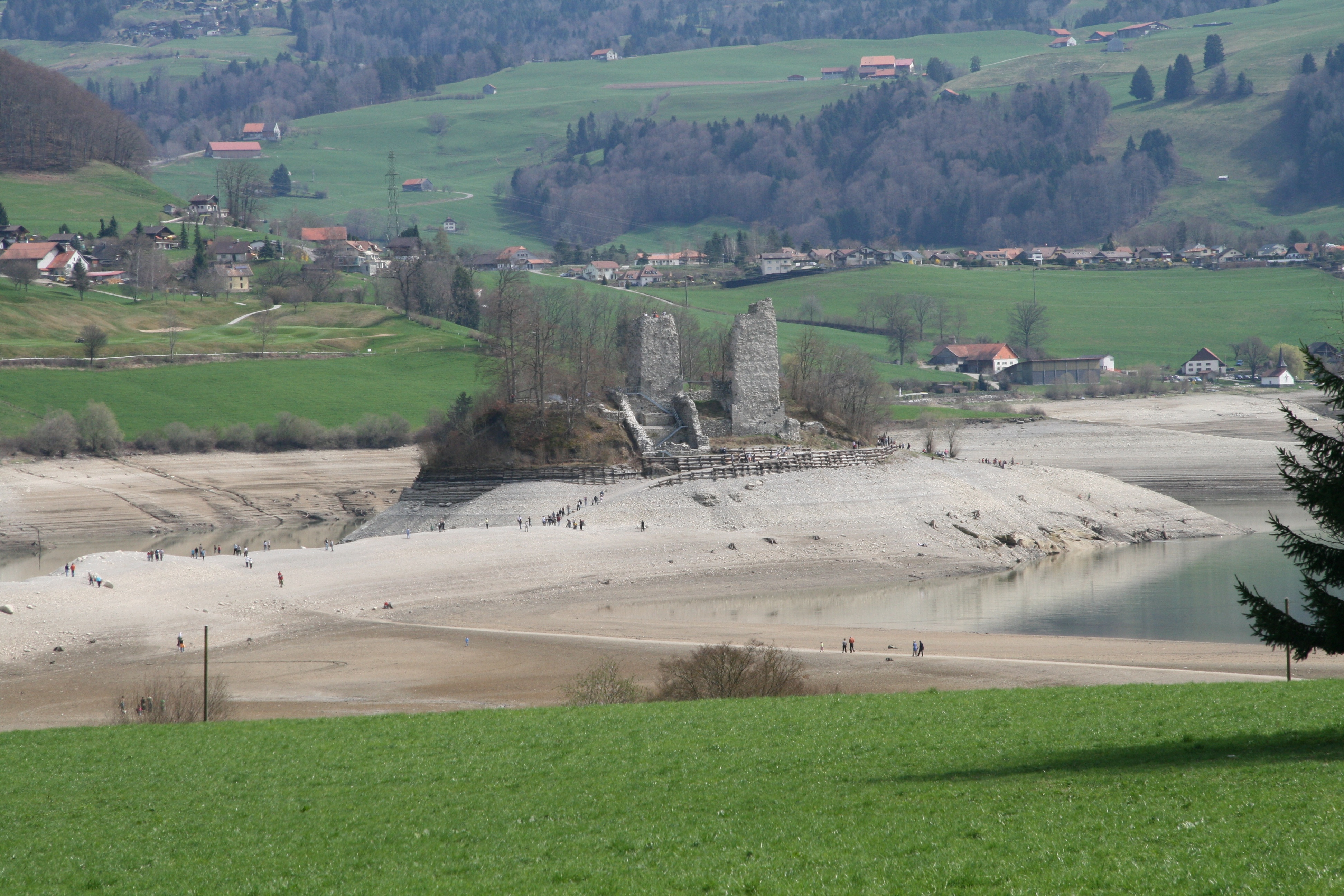
L'île et ses deux tours
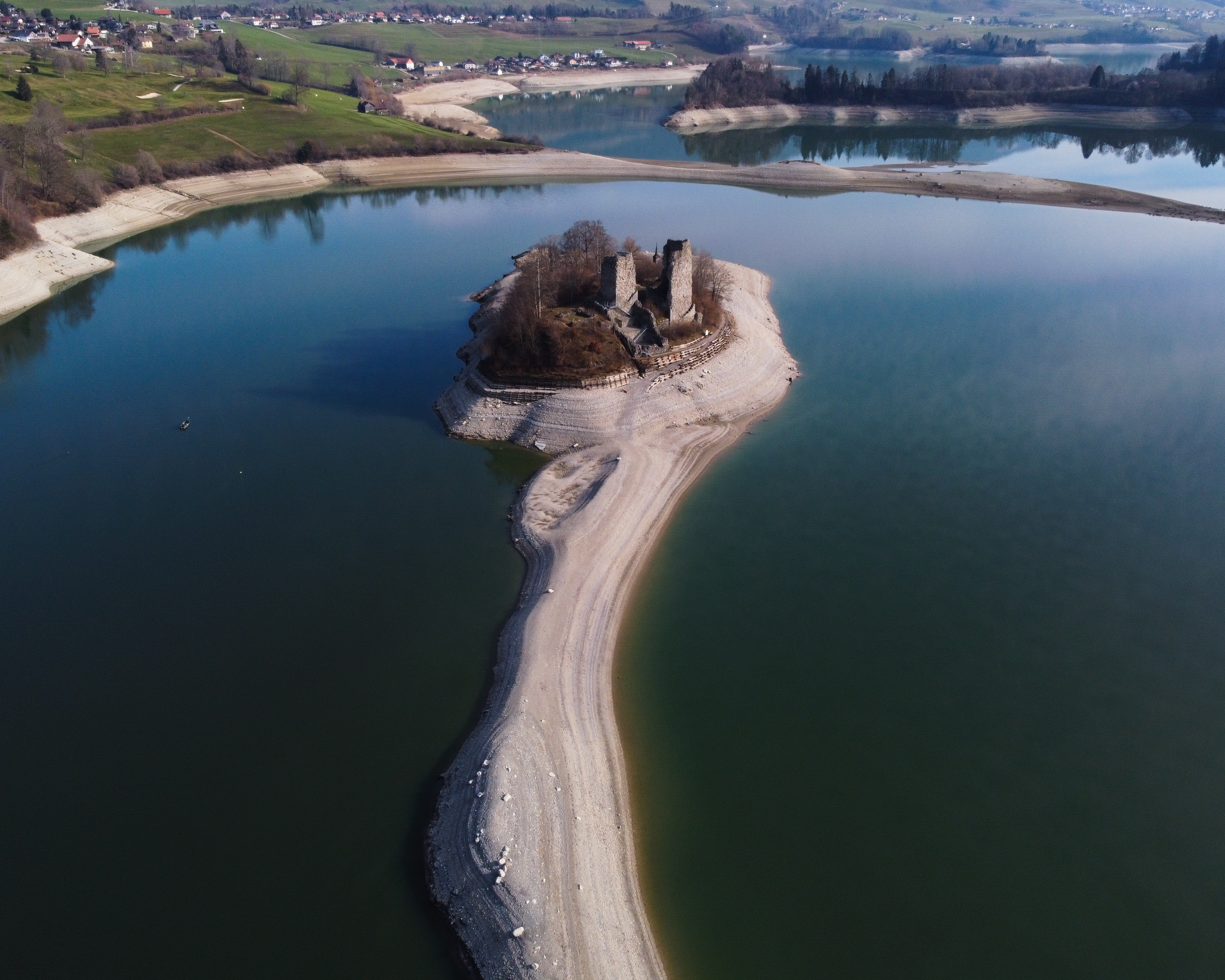
Vue aérienne du chemin et de l'île en mars 2021
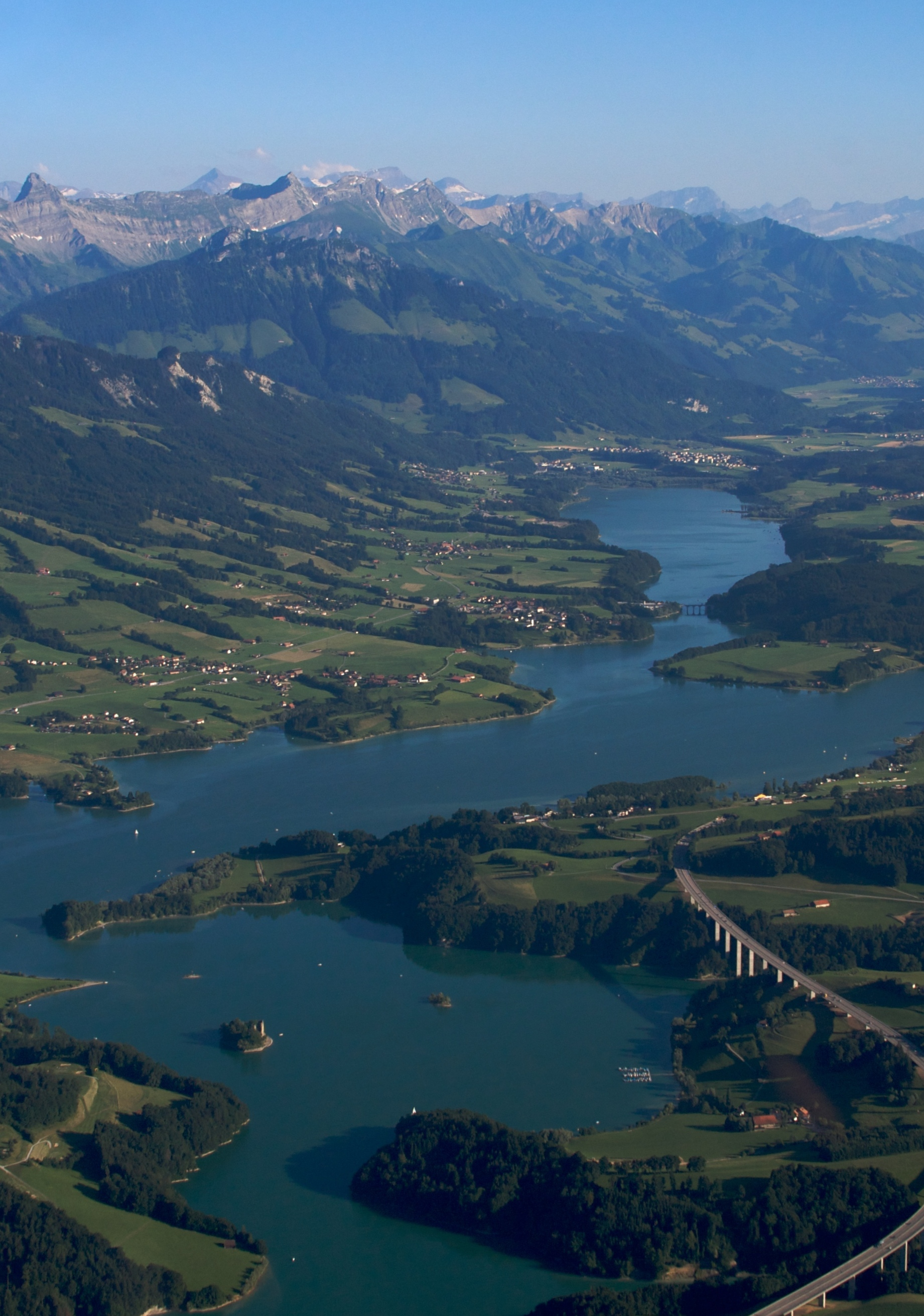
Vue aérienne du lac de la Gruyère avec l'île d'Ogoz et l'autoroute A12 au premier plan.

## Accès
Lorsque les eaux du lac artificiel de la Gruyère sont situées en dessous de 668 mètres d'altitude, l'Ile d'Ogoz est accessible à pied sec depuis la côte du Bry et devient temporairement une presqu’île. Cela se produit pendant quelques semaines au printemps. Le lac a une altitude maximale de 677 mètres, régulée par le barrage de Rossens.
Le reste du temps, l'accès à l'Ile d'Ogoz se fait en bateau privé, ou avec la navette proposée par l‘Association Ile d'Ogoz.

## Histoire
L'île a été créée en 1948 lors de la mise en eau du lac de la Gruyère. Les travaux visant à construire le barrage de Rossens se sont écoulés de 1945 à 1948. L'île était auparavant un point haut d'un méandre de la Sarine sur lequel ont été construits les châteaux de Pont-en-Ogoz dont la construction pourrait remonter au XIIIe siècle.
À Pont, les tours jumelles dateraient du troisième tiers du XIIIe siècle. Il reste aujourd'hui des traces non d'un château mais de deux châteaux avec chacun sa tour et ses dépendances. À cet ensemble s'ajoute une enceinte non continue et une construction dont on ne connaît pas précisément la fonction : demeure d’un coseigneur ou salle de justice.
- La tour nord mesure aujourd’hui 12,50 mètres de haut, un étage et son couronnement ayant disparu. Elle culminait donc à l’époque à une vingtaine de mètres. La porte d’entrée est à 8 mètres de haut. On y accède par un escalier en bois. Adossé à la tour, un corps de logis bien conservé sert l’exercice de l’autorité et d’habitation. Devant cette annexe, une extension dont on ne sait rien.
- La tour sud, d’une hauteur de 20 mètres, est plus massive. Elle prend appui sur un corps de logis qui fait partie d’un ensemble contrôlant l’entrée du bourg.
- Un troisième château, aujourd'hui immergé, était implanté à l'est.

Les seigneurs demeuraient dans les corps de logis contigus, les tours servant de refuges.